# Ministero della cultura (Danimarca)
Il Ministero della cultura (in danese: Kulturministeriet) è il dicastero del consiglio dei ministri danese deputato al controllo del patrimonio culturale, dello sport e dei mass media in Danimarca.
L'attuale ministro è Jakob Engel-Schmidt, in carica dal 15 dicembre 2022.

## Storia
Istituito nel 1961 come ministro degli affari culturali (in danese: Ministeriet for Kulturelle Anliggender), il primo ministro fu Julius Bomholt.
Nel 1962 il Ministero si trasferì presso l'Assistenshuset di Copenaghen, sede in passato della Royal Pawn.
Nel 2006 il Ministero ha presentato il Canone della Cultura danese (o Kulturkanonen), una lista delle 108 opere realizzate da artisti danesi ritenute fondanti della cultura nazionale.